# Calicogorgia rubrotincta
Calicogorgia rubrotincta is een zachte koraalsoort uit de familie Acanthogorgiidae. De koraalsoort komt uit het geslacht Calicogorgia. Calicogorgia rubrotincta werd in 1906 voor het eerst wetenschappelijk beschreven door Thomson & Henderson. 